# Dacryphanes cyanastra
Dacryphanes cyanastra är en fjärilsart som beskrevs av Edward Meyrick 1907. Dacryphanes cyanastra ingår i släktet Dacryphanes och familjen Eriocottidae. Inga underarter finns listade i Catalogue of Life.